# Chorão
Alexandre Magno Abrão, plus connu sous le nom de scène de Chorão, né à São Paulo le 9 avril 1970 et mort dans la même ville le 6 mars 2013 (à 42 ans), est un chanteur, auteur-compositeur et poète brésilien. Il était le cofondateur et le principal chanteur du groupe de rock et de skate punk Charlie Brown Jr.

## Biographie
Natif de São Paulo, il connaît une enfance difficile, affectée par des échecs scolaires. À l'adolescence, il trouve un refuge dans la pratique du skate amateur. Dès cette époque, il est surnommé "Chorão", ce qui signifie "Pleureur". C'est lors d'un déménagement à Santos en 1987 qu'il découvre le rock, à l'âge de 17 ans.
En 1992, il fonde le groupe de rock et de skate punk Charlie Brown Jr, inspiré du nom du protagoniste de la bande-dessinée de Charles Schulz (Peanuts), connu pour être le propriétaire du célébrissime beagle Snoopy, alors que "Jr." fait référence aux groupes Nirvana et Red Hot Chili Peppers. Son style incisif et ses textes poétiques, mais controversés deviennent sa marque de fabrique.
En 1998, le groupe est élu « révélation de l’année » par les victoires de la musique brésilienne. En 2005, les membres de Charlie Brown Jr. sont récompensés par l'attribution d'un Latin Grammy.
Alexandre Magno Abrão est retrouvé mort le 6 mars 2013 dans son appartement à Pinheiros, dans la zone ouest de São Paulo. Le 5 avril 2013, un rapport d'autopsie de la police indique que le décès du chanteur est dû à une overdose de cocaïne.

## Discographie

### Albums studio
- 1997 : Transpiração Contínua Prolongada
- 1999 : Preço Curto... Prazo Longo
- 2000 : Nadando Com Os Tubarões
- 2001 : 100% Charlie Brown Jr. (Abalando a sua Fábrica)
- 2002 : Bocas Ordinárias
- 2004 : Tâmo Aí Na atividade
- 2005 : Imunidade Musical
- 2007 : Ritmo, Ritual e Responsa
- 2009 : Camisa 10 (Joga Bola Até Na Chuva)
- 2013 : La Familia 013

### Compilations
- 2008: Perfil Charlie Brown Jr.